# Constitución Política del Perú de 1826
La Constitución para la República Peruana de 1826, más conocida como la Constitución Vitalicia, fue la segunda carta política del Perú, elaborada por Simón Bolívar y de tendencia conservadora. Fue aprobada por los colegios electorales de la República, ante la imposibilidad de que se reuniera un Congreso Constituyente, siendo promulgada por el Consejo de Gobierno presidido por el mariscal Andrés de Santa Cruz el 8 de diciembre de 1826, por ausencia de Bolívar; su juramentación pública tuvo lugar el día siguiente, segundo aniversario de la batalla de Ayacucho.
Una de las principales estipulaciones de esta Constitución era el establecimiento de un presidente vitalicio o de por vida, cargo reservado para Bolívar. Este impuso también una Constitución similar a Bolivia y planeaba hacer lo mismo en la Gran Colombia. Pero la reacción antibolivariana que estalló en el Perú, así como en los demás países «bolivarianos», trastocó sus proyectos. Así, la Constitución Vitalicia del Perú estuvo en vigor solo 49 días, pues fue suspendida ni bien cayó el régimen bolivariano, el 27 de enero de 1827.

## Antecedentes
Al comenzar el año 1825, la guerra de la independencia del Perú prácticamente había finalizado, pues resistía únicamente el general español José Ramón Rodil en la fortaleza del Real Felipe del Callao. Se esperaba el final de la dictadura de Bolívar y la instalación de un gobierno auténticamente peruano, cuyo primer paso debería ser el restablecimiento de la Constitución liberal de 1823, que había sido suspendida casi al mismo tiempo de ser promulgada. Pero ello no ocurrió, pues si bien se reunió el Congreso nacional (el mismo que se había instalado en 1822), este decidió por unanimidad prorrogar la dictadura bolivariana hasta el año siguiente, facultando a Bolívar delegar el mando supremo, total o parcialmente, en las personas que tuviese a bien (10 de febrero de 1825). Enseguida, el mismo Congreso cesó en sus funciones (10 de marzo del mismo año). Se ha calificado a este acto como un suicidio parlamentario.
El 20 de mayo de 1825, Bolívar expidió un decreto en Arequipa convocando a un Congreso General, que se reuniría en Lima el 10 de febrero de 1826, es decir, a un año exacto de la prorrogación de sus facultades dictatoriales. La elección de los miembros del Congreso correspondía, según lo establecido en la Constitución de 1823, a los Colegios Electorales de provincias, compuesto por los electores de las parroquias. Pese a la presión del gobierno, fueron elegidos algunos diputados liberales y antibolivaristas, entre los que destacaban los representantes de Arequipa, Francisco Xavier de Luna Pizarro y Francisco de Paula González Vigil. Esto provocó la ira de Bolívar, que en carta dirigida a Antonio Gutiérrez de La Fuente (entonces prefecto de Arequipa) se quejó de los «malditos diputados» que había enviado su jurisdicción, pidiéndole que hiciera algo por cambiarlos. Presionado por la reacción de Dictador, el Consejo de Gobierno desconoció las credenciales de aquellos diputados, quedando así amputada la minoría liberal que amenazaba ser muy combativa. 
Finalmente, el Congreso no llegó a reunirse y solo se quedó en las Juntas Preparatorias, pues los mismos diputados solicitaron a Bolívar que aplazara la convocatoria hasta el año siguiente. Bolívar aceptó complacido, diciendo al respecto que prefería la opinión del pueblo a la opinión de los sabios, en lo concerniente a la aprobación de la Constitución.
Ya por entonces Bolívar había redactado una Constitución Vitalicia para Bolivia, que fue sometido a discusión en el Congreso de dicho país; era la misma Carta Política que pensaba promulgar en el Perú. La suspensión del Congreso Peruano de 1826 allanó el camino para realizar su propósito.

## Aprobación y promulgación de la Constitución
La Constitución Vitalicia, redactada por el mismo Bolívar, no fue discutida por Congreso alguno, ni tampoco se convocó a la consulta popular, como aparentemente había ofrecido Bolívar, sino que se sometió su aprobación a los 58 Colegios Electorales de la República. El 18 de agosto de 1826 lo aprobó el Colegio Electoral de Lima, y sucesivamente, la de provincias, con excepción de Tarapacá, que se remitió al Colegio Electoral de Arequipa. Fue pues aprobada de manera unánime, con la condición de que Bolívar fuera el primer presidente vitalicio del Perú. Luego el Consejo de Gobierno del Perú declaró el 30 de noviembre de 1826 que

La Constitución Vitalicia era la Ley Fundamental del Perú y S.E. el Dictador Simón Bolívar el Presidente Vitalicio de la República.

### Proyecto aprobado a la fuerza
Bolívar no era ningún aliado de la democracia y dio instrucciones precisas a los prefectos para la aprobación del proyecto presentado para Constitución Vitalicia, en carta con fecha 28 de junio de 1826 dirigida al general Gamarra se observa el siguiente texto:
"(...)Esta es, mi querido general, una operación que debe ejecutarse con el mayor tino y habilidad, porque su resultado es de de una inmensa importancia. Es la operación que puede producir un bien perdurable para la república y, de consiguiente, debe ser manejada por Vd. y el Dr. Torres con perfecto acuerdo para obtener un buen resultado Vd. debe empeñarse con los Colegios electorales de ese Departamento a fin de que aprueben íntegramente el proyecto y en el caso de que algún artículo les ofrezca reparos, puede reservarse para ser discutido o reformado en el próximo Congreso Constitucional. Cuando no pueda conseguirse que la aprueben en su totalidad todos los Colegios electorales, procure Vd que lo aprueben en masa los colegios con solo algun artículo discutible en el próximo Congreso. Obtenida la aprobación del proyecto por los Colegios de la República, queda sancionada la ley fundamental; nos libertamos del conflicto de un Congreso constituyente, porque ya no tiene para qué convocarse, y los congresos constituyentes no podrán alterar las bases esenciales de la ley fundamental ya sancionada por el pueblo en las asambleas electorales. Eche Vd. la vista por todos los males que han producido en las nuevas repúblicas las asambleas constituyentes, los peligros a que han expuesto a las naciones, el choque de pasiones irritadas por fuertes estímulos de odio de intereses y de venganza con el ejercicio de un poder absoluto, y conocerá Vd  con cuánta razón lo empeño en que haga pasar en los colegios de ese departamento el proyecto de constitución del Perú que va a sometérseles para su aprobación (...)".

Pasado un tiempo después de la sublevación del 26 y 27 de enero de 1827, el propio Colegio Electoral de Lima en acta del 6 de febrero del mismo año, nombró los atropellos a los que habían sido sometidos para aprobar el proyecto de la constitución de 1826:

"(...)«Los electores de Lima fueron encerrados en la casa Universidad rodeados de tropas para que aprobasen el Proyecto. En una mano les presentaba Freyre, satélite de la tiranía, dádivas aéreas, y en la otra la muerte»(...)".

### Después de aprobado
Ya el 26 de dicho mes la había aprobado el Congreso boliviano, que luego eligió a Antonio José de Sucre como presidente vitalicio de Bolivia, con la condición de que Bolívar ejerciera el poder supremo cada vez que hiciera acto de presencia en su territorio.
Aprobada así la Constitución Vitalicia, fue juramentada en ambos países, el Perú y Bolivia, el 9 de diciembre de 1826, segundo aniversario de la batalla de Ayacucho. En Lima la ceremonia fue opaca, en medio de la indiferencia y el rechazo popular. Se dice que se arrojaron monedas a los presentes, obligándoles a que gritaran «¡Viva la Constitución! ¡Viva el Presidente vitalicio!». Pero algunos burlonamente respondieron: «¡Viva la plata!». Por entonces Bolívar ya se había embarcado a Colombia el 4 de septiembre de 1826, dejando en el Perú al Consejo de Gobierno a cargo.

## Bases y procesos - "no aciertan"
Esta constitución era en realidad una adaptación, con algunas enmiendas de la Constitución Napoleónica del año VIII, inspirado en la constitución de Haití intentando agregar un conjunto de instituciones romanas, normas británicas y algo de lesgislación norteamericana, aun así Bolívar para defender su proyecto trataba de hacer pasar como un éxito el gobierno en Haití, el cual también había recurrido en 1816 a imponer una constitución vitalicia, en uno de sus textos decía:
“...nombrado Pétion presidente vitalicio con facultades para elegir el sucesor, ni la muerte de éste gran hombre, ni la sucesión del nuevo presidente, han causado el menor peligro en el Estado, todo ha marchado bajo el digno Boyer, en la calma de un remo legítimo”
La constitución vitalicia incluso en descripciones de Bolívar se le observaban muchos contrastes: 
“...El presidente de Bolivia participa de las facultades del ejecutivo americano, pero con restricciones favorables al pueblo. Su duración es la de los presidentes de Haití. Yo he tomado para Bolivia el ejecutivo de le República más democrática del mundo” […] “El presidente de la República viene a ser en nuestra Constitución como el sol que, firme en su centro, da vida al universo. Esta suprema autoridad debe ser perpetua; porque en los tiempos sin jerarquías se necesita, más que en otros, un punto fijo alrededor del cual rigen los magistrados y los ciudadanos: los hombres y las cosas” […] “Prueba triunfante de que un presidente vitalicio con derecho a elegir al sucesor es la inspiración más sublime en el orden democrático”
Algunos legisladores peruanos afirmaban no había una buena estructura en la Constitución vitalicia o procesos que no coincidían “No acierta con el modo de proceder a las nuevas elecciones...” palabras de José María Pando:
Las tres Cámaras que conformaban el Poder Legislativo se integraban, considerando el artículo 28 por veinticuatro (24) miembros. Cuando se intentó elegir a sus integrantes, no había forma de establecer correspondencia de representantes (senadores, tribunos y censores) para cada una de las provincias que eran cincuenta y ocho (58), algunas serían representadas por un tribuno, otras por un senador, otras por un censor, pero ninguna podría elegir un representante de cada una de las tres cámaras.

## Estructura
Constaba de 150 artículos, reunidos en once títulos:
- Título I: De la nación.
  - Capítulo I: De la nación peruana.
  - Capítulo II: Del territorio.

- Título II: De la religión.
- Título III: Del gobierno.
  - Capítulo I: Forma de gobierno.
  - Capítulo II: De los peruanos
- Título IV: Del poder electoral.
  - Capítulo I: De las elecciones.
  - Capítulo II: Del cuerpo electoral.
- Título V: Del poder legislativo.
  - Capítulo I: De la división, atribuciones y restricciones de este poder.
  - Capítulo II: De la Cámara de Tribunos.
  - Capítulo III: De la Cámara de Senadores.
  - Capítulo IV: De la Cámara de Censores.
  - Capítulo V: De la formación y promulgación de las leyes.
- Título VI: Del poder ejecutivo.
  - Capítulo I: Del presidente.
  - Capítulo II: Del vicepresidente.
  - Capítulo III: De los Secretarios de Estado.
- Título VII: Del poder judicial.
  - Capítulo I: Atribuciones de este Poder.
  - Capítulo II: De la Corte Suprema.
  - Capítulo III: De las Cortes de Distrito Judicial.
  - Capítulo IV: Partidos Judiciales.
  - Capítulo V: De la Administración de Justicia.
- Título VIII: Del régimen interior de la República.
  - Capítulo único.
- Título IX: De la Fuerza Armada.
  - Capítulo único.
- Título X: Reforma de la Constitución.
  - Capítulo único.
- Título XI: De las garantías.
  - Capítulo único.

## Principales disposiciones
- Preveía cuatro poderes del Estado:[18][17]
  - El Poder Electoral, constituido por electores nombrados por los ciudadanos en ejercicio uno por cada cien. Los electores duraban cuatro años y entre sus atribuciones se contaban las de nombrar por primera vez a quienes debían integrar las Cámaras Legislativas, y elegir o proponer en terna a los miembros del Poder Judicial y empleados públicos.
  - El Poder Judicial, que en teoría debía ser independiente y estaría representado por la Corte Suprema y demás tribunales.
  - El Poder Legislativo, que tenía una estructura complicada. Constaba de tres cámaras: los tribunos, los senadores y los censores, cada una con 24 miembros. «Los tribunos debían durar cuatro años; los senadores, ocho; y los censores eran vitalicios. Correspondían al Tribunado las atribuciones tradicionales de las Cámaras populares en materias hacendarias y políticas; al Senado la legislación civil y eclesiástica y la nominación de los más altos funcionarios; y a los Censores, la instrucción y la fiscalización política y moral».[18]
  - El Poder Ejecutivo, con un Presidente Vitalicio (que naturalmente debía ser Bolívar), aunque pasando previamente por la formalidad de ser designado por el Congreso; luego se reservaba dicho Presidente el derecho de designar a su sucesor. Completaban este poder un Vicepresidente y tres ministros de estado.
- Suprimía los antiguos Cabildos o Municipalidades.
- Las garantías estaban reconocidas, aunque de manera sobria:
  - Se garantizaban la libertad civil, la seguridad individual, la propiedad y la igualdad ante la ley.
  - Se garantizaba la libertad de imprenta, pero bajo la responsabilidad que la ley determinase.
  - Habría libertad de tránsito.
  - Se garantizaba la inviolabilidad del domicilio.
  - Las contribuciones se repartirían de manera proporcional.
  - Se abolían los empleos y privilegios hereditarios y las vinculaciones eclesiásticas y laicales.
  - Se establecía la libertad de todo género de trabajo, industria o comercio, a no ser que fueran contra las costumbres públicas, la seguridad, y la salubridad de los peruanos.
  - Se reconocía la propiedad de los inventores.
  - No se podría suspender al Constitución, sino en los casos y circunstancias expresadas en la misma, siendo obligatorio señalar el término que debía durar la suspensión.

## Derogación
Esta Constitución, destinada a ser «vitalicia» como su mismo nombre presumía, solo estuvo en vigencia durante 50 días, mientras duró el régimen bolivariano o vitalicio en el Perú. La reacción antibolivariana estalló en Lima los días 26 y 27 de enero de 1827, empezando como una sublevación militar de las tropas colombianas, descontentas por la falta de pagos, para enseguida derivar en una sublevación cívica dirigida por líderes liberales como Manuel Lorenzo de Vidaurre y Francisco Javier Mariátegui. Se reunió el Cabildo, que entre otros acuerdos, abolió la carta vitalicia y canceló la elección de Bolívar como presidente del Perú, al considerar que había sido aprobada de manera ilegal por los colegios electorales, por carecer estos de las facultades pertinentes. Se restauró luego la Constitución liberal de 1823, con algunas restricciones, mientras que un Congreso Constituyente discutía una nueva carta política, que sería Constitución liberal de 1828

## Abolición
El Congreso General Constituyente del Perú (1827) mediante un decreto de 11 de junio de 1827 declaró nula la Constitución Vitalicia, calificándola de ningún valor ni efecto, de igual manera dictaminando infundado el nombramiento de Simón Bolívar como Presidente vitalicio.